# Droga N988 (Holandia)
Droga prowincjonalna N988 (nid. Provinciale weg 988) – droga prowincjonalna w Holandii, w prowincji Groningen. Łączy drogę prowincjonalną N362 ze wsią Wagenborgen.
N988 to droga jednopasmowa o maksymalnej dopuszczalnej prędkości 60 km/h. Droga nosi kolejno nazwy Tolhek i Fam Bronsweg.